# 요세프 융만
요세프 융만 (Josef Jungmann, 1773년 7월 16일~1847년 11월 14일 프라하)은 체코어의 발전에 큰 기여를 한 언어학자이자 철학자, 작가, 번역가이다. 융만은 평생을 체코어의 새로운 발전을 위한 이론적 기초를 닦는 데 바쳤으며, 그의 노력은 상당한 성과를 거두었다. 민족부흥기 2세대를 이끈 인물 중의 하나로 꼽힌다.
1788년까지 프라하 남서쪽 30 km 거리에 있는 베로운 (Beroun)에서 학교를 다니다 프라하의 김나지움으로 옮긴다. 졸업 후에 1792년부터 철학부에서 공부를 하고 1799년부터는 법학을 공부하지만 학업을 마치지는 않는다. 학교를 다니면서 개인교사를 하기도 하였다.
1799년부터 Litoměřice (발음:리토므녜르지쩨)에 있는 김나지움에서 교사 생활을 한다. 1800년부터 무료로 체코어를 가르치기 시작하였다. 이것으로 그는 보헤미아와 모라비아에서 최초의 체코어 교사가 되었다.
1815년에 프라하로 돌아와 Staročeské gymnasium (발음:스타로체스케 김나지움)의 교장이 되고 나중에는 대학 총장이 된다.
가장 큰 업적 중의 하나는 5권으로 된 120,000 표제어를 담고 있는 체코어-독일어 사전을 발간한 것이다. 이것은 요세프 도브로프스키 (Josef Dobrovský)의 작업을 뒤이어 표준 체코어를 확립하는 두 번째 기초가 되었다.
위인들의 묘지인 슬라빈에 묻혔다.

## 저작

### 시
- Oldřich a Božena
- Elegie na smrt Stanislava Vydry

### 문학
- Rozmlouvání o jazyce českém

### 학술 출판
- Nepředsudné mínění o prosodii české
- Slovesnost
- Historie literatury české aneb soustavný přehled spisů českých s krátkou historií národu, osvícení a jazyka - 요세프 도브로프스키의 저작의 뒤를 잇는 것으로 총 6권에서 체코 문학의 중요한 유산들을 모두 빠짐없이 다루고 있다.

1. 시초부터 프르셰미슬 왕조 말기까지 1306년
2. 1306년부터 얀 후스까지
3. 얀 후스부터 인쇄술이 널리 퍼진 시기까지
4. 인쇄술 시기부터 비가톨릭 세력이 패배한 시기까지
5. 비가톨릭 세력의 패배부터 독일어가 학교와 공공기관에 쓰이기 시작한 시기까지
6. 독일어가 학교와 공공시관에 쓰이기 시작한 시기부터 현재까지

- Slovník česko – německý (체코어-독일어 사전) – 5권

### 번역
독일어, 프랑스어, 영어로 된 작품들을 다수 번역하였다. 존 밀튼 (John Milton)의 잃어버린 낙원, 프랑스와-르네 드 샤토브리앙 (Francois-René de Chateaubriand), 프리드리히 폰 쉴러 (Friedrich von Schiller), 요한 볼프강 폰 괴테 등의 작품을 번역하였다. 번역을 하면서 체코어의 발전을 위해 노력하였다.